# Eolis
Els eolis (en llatí: Aeolii o Aeoles, grec antic: Αἰολεῖς) eren una de les quatre tribus en què s'acostumava a dividir els hel·lens. Se'ls considera descendents del mític Èol, fill d'Hel·len, que va deixar el seu regne de Tessàlia a Èol el seu fill gran. La part de Tessàlia anomenada Eòlia tenia per capital Arne. Els eolis, que vivien en aquesta ciutat i als voltants, van ser expulsats pels tessalis cap a Beòcia, segons Heròdot, Tucídides i Diodor de Sicília. Se suposa que el seu territori es trobava al centre mateix de Tessàlia, on després hi va haver el districte de Tessaliotis. El seu dialecte era l'eoli.
Els eolis es trobaven en molts altres llocs de Grècia, a més de Beòcia i Tessàlia. Des del principi sembla que eren la tribu més forta i més nombrosa dels hel·lens. Sembla que els mínies, famosos pels seus herois, eren eolis, i també hi havia eolis a Etòlia, Lòcrida, Corint, Elis o Èlide, Pilos i Messènia. Una gran part del territori del nord de Grècia va ser ocupada pels eolis, i sentien predilecció per situar les seves ciutats prop del mar. La seva divinitat principal sembla que era Posidó.
Els eolis van arribar a Anatòlia on es van establir en un districte anomenat Eòlida i també a l'illa de Lesbos. Aquesta migració es creu que va ser deguda a la invasió dels doris al Peloponès, que a més d'Eòlia van ocupar també Beòcia. La migració cap a l'Àsia Menor s'anomena de vegades eòlica i de vegades beòcia, perquè els dos pobles van migrar junts.
Es creu que van ocupar aquests llocs després de la derrota dels micènics, i l'origen del dialecte eòlic vindria de quan els eolis es van instal·lar a Lesbos i a les costes del davant. S'hauria consolidat la forma eòlica del grec a partir de l'escola de poesia de l'illa, i els poetes romans (Horaci, per exemple), anomenaven a Safo «Safo, noia eòlica», i els poemes d'Alceu de Mitilene i de Safo portaven el nom de Aeolium carmen (poemes eolis).